# 洛社站
洛社站是一个京沪线上的铁路车站，位于江苏省无锡市惠山区洛社镇，邮政编码为214187。

## 沿革
洛社站建于1906年，旧名罗寺站，曾被列为四等站。2003年12月23日9点30分开始，上海铁路局撤销苏州车务段，周泾巷站、洛社站、横林站、戚墅堰站、湾城站划归为铁路无锡站，无锡站管辖范围由之前的三站（无锡站、无锡南站、无锡北站）扩大为8站。2007年车站停办客运业务，2009年6月撤销。